# Böyük Samolit dağı
Böyük Samolit dağı (ryska: Гора Большой Самалит) är ett berg i Azerbajdzjan, på gränsen till Ryssland. Det ligger i den norra delen av landet, 290 km nordväst om huvudstaden Baku. Toppen på Böyük Samolit dağı är 3 456 meter över havet, eller 311 meter över den omgivande terrängen. Bredden vid basen är 3,8 km.
Terrängen runt Böyük Samolit dağı är bergig åt sydost, men åt nordväst är den kuperad. Runt Gora Bol'shoy Samalit är det ganska tätbefolkat, med 67 invånare per kvadratkilometer.. Närmaste större samhälle är Car, 18,3 km väster om Böyük Samolit dağı. 
Trakten runt Böyük Samolit dağı består i huvudsak av gräsmarker.